# محمد أطاع الله
محمد أطاع الله، المعروف أيضًا باسم رومان أتالا (من مواليد 26 مايو 1939 في القصر الكبير في المغرب. توفي في 23 مارس 2014 في كان، فرنسا) هو رسام فرنسي مغربي. يحمل عمله بصمة بين الثقافتين.

## حياته
ولد محمد أطاع الله في القصر الكبير شمال المغرب. كان من أوائل المغاربة الذين التحقوا بمدرسة الفنون الجميلة في تطوان. اكتسب إتقان الرسم ولعب الضوء والظل في سن مبكرة جدًا. تتلمذ على يد ماريانو بيرتوشيا. عاد إلى المغرب في عام 1963 بعد دراسته في مدرسة الفنون الجميلة في إشبيلية، ثم بأكاديمية روما، وبالمعهد المركزي للحفظ والترميم في مدريد.
كان أطاع الله شغوفًا بالآثار، وكان مسؤولاً عن الحفريات في إقليم طنجة والمنطقة الشمالية من المغرب. سخّر خلال هذه الفترة كل طاقته و فنه في موقع ليكسوس، ولا سيما في ترميم فسيفساء إله الماء الإغريقي. في الوقت نفسه، شارك في إنشاء الجمعية الوطنية للفنون الجميلة. انضم عام 1968 إلى مجموعة الفنانين الذين درسوا مع فريد بلكاهية في مدرسة الفنون الجميلة بالدار البيضاء. كان في هذا الوقت أنه صمم وحدة قابلة للتكرار بلا حدود مستوحاة من تقليد الزليج الذي أخضعه للاختلافات في التراكب والإزاحة وألعاب الألوان والمواد والضوء.
شارك أطاع الله سنة 1969 بنشاط في حركة "الحضور التشكيلي" وفي المعارض الفنية بساحة جامع الفنا بمراكش ثم في ميدان 16 نوفمبر بالدار البيضاء مع محمد حميدي وفريد بلكاهية ومحمد شبعة ومحمد المليحي. في عام 1972 انتقل إلى فرنسا حيث عمل مدرسًا في مدرسة الفنون الجميلة في كاين حتى عام 2004.
لعدة عقود، نظّم أماكن لقاءات ونشر فنية في كاين. أقام هناك روابط مع فنانين من أمريكا الجنوبية مثل كارلوس كروز دييز، خيسوس رافائيل سوتو، هوغو ديماركو، مع الفنانة المنهجية فيرا مولنار وكذلك مع شعراء الصوت بما في ذلك صديقه بريون جيسين. يعتمد عمله الفني التجريدي والمنهجي على موارد الكمبيوتر ولا ينطبق فقط على الرسم ولكن على التصوير الفوتوغرافي والفيديو والسينما التجريبية والتركيبات.

## معارضه

### معارضه الفردية
- 1957 قصر المدجن - إشبيلية مكتبة الأعمدة - طنجة
- 1962 برواز معرض البندقية - طنجة
- 1972 رواق باب الرواح الوطنية بالرباط ، تجهيز مسرح مقهى بالدار البيضاء (عرض "الخادمات" لجين جينيه) ، رواق عرض 77 - مراكش.
- 1976 في كاين
- 1977 مكتبة البلدية - كاين
- 1980 فندق "أرابيسك" ديسكوفيل - كاين
- 1983 كلية الفنون الجميلة بمدريد
- 1992 تركيب "ميدان أتالا" بكلية الفنون الجميلة بإشبيلية
- 1993 صور فوتوغرافية لمكتبة Brion Gysin Hemisphere - كاين
- 1994 تركيب "كاري داتالا" مدرسة الفنون الجميلة كاين - سانت أوبين سور مير - شاطئ هوستريم
- 1995 نقطة 7 كاين
- 2005 غاليري بلو مراكش
- 2006 Royal Nautique Club Sale - Expression nord - Galerie Lineart Tanger
- 2007 معرض استعادي 1956-1961 غاليري لورانس وأرنوت بطنجة
- 2009 معرض دار الفنون بطنجة
- 2010 "التقليب / الخلق" باب رواح الرباط
- 2012/2013 معرض متنقل نظمه معهد سرفانتس بالدار البيضاء ، فاس ، مراكش ، الرباط ، طنجة ، تطوان

### معارضه الجماعية
- 1957 معرض "رسامون مغاربة" بالمغرب ومتحف سان فرانسيسكو للفنون بالولايات المتحدة الأمريكية
- 1959 معرض الإسكندرية مصر الثالث
- 1962 "الرسامين المعاصرين لمدرسة باريس والرسامين المغاربة" الرباط
- 1963 الملتقى الدولي للرسامين والنحاتين الرباط
- 1965 "لوحة مغربية" بالاسيو دي كريستال مدريد
- 1966 "رسامو تطوان" الإسبانية مكتبة تطوان
- 1967 بينالي باريس الخامس
- 1969 "الحضور التشكيلي" - المعارض - البيانات - ساحة جامع الفنا - مراكش ، مكان 167 نوفمبر الدار البيضاء
- 1973 "كبار وصغار اليوم" جراند باليه باريس
- 1974 صالون دي ماي - متحف الفن الحديث بباريس
- 1978 مسرح "جيل" في كاين
- 1979 "سكوير سيركل ، تراينجل" فندق ديسكوفيل كاين
- 1980 "الفن المنهجي" الإسقاط كاين
- 1981 ترينالي كاين للتجريد
- 1982 "مجال الاحتمالات" و "الكتابة / القراءة" هي كاين
- 1995 "Polyptych" في Domaine -، ملتقى الفنون التشكيلية Sepulcher - Caen
- 1996 "الفن والعلم" في Sepulcher Caen
- 2005 "فنانون معاصرون في نورماندي السفلى" Sépulcre -Caen ، نظرة عامة على الفن المعاصر في المغرب "Palais de la Bahia Marrakech
- 2008 "رسامون عرب وإيطاليون" غاليري باب رواح الرباط

## فيديوهات حوله
- رومان أتالا لجيرارد كورانت (يوتيوب)

## وصلات خارجية
- Ataallah, Itinerario hispánico (بالإسبانية)
- Le Maroc inaugure son premier musée d’art moderne et contemporain (بالفرنسية)